# Ken Park
Ken Park (prt: Ken Park - Quem És Tu?; bra: Ken Park) é um filme franco-batavo-estadunidense de 2002, do gênero drama, dirigido por Larry Clark e Edward Lachman, com roteiro de Harmony Korine baseado em algumas histórias de Larry Clark publicadas em pequenos jornais. 
O filme gira em torno de um pequeno grupo de skatistas, sendo que todos eles têm pais abusivos e vivem em constante abusos. O filme se passa na cidadezinha de Visalia, no estado da Califórnia.

## Sinopse
O filme começa com o suicídio público de Ken Park, um jovem garoto ruivo, em um local onde os skatistas da cidade costumam ir para andar de skate. Então, o filme apresenta quatro amigos: Shawn, Tate, Peaches, e Claude. O filme mostra a sociedade disfuncional em que esses quatro jovens vivem, e, acima de tudo, mostra a interação (ou a falta dela) desses quatro jovens com suas famílias. Este filme é famoso por retratar, de forma bastante natural, temas extremamente controversos, como sexualidade, experimentações sexuais, incesto, suicídios, assassinatos, ménage à trois, alcoolismo, drogas, e muitos outros.
Shawn, às escondidas, vive um relacionamento com a mãe de sua namorada. Tate, que é dono de um cachorro com apenas três pernas, tem compulsão por masturbar-se. Claude é criado por um pai violento e alcoólatra, que, frequentemente, o acusa de homossexualidade, e que em uma noite ele tenta abusar de Claude. Peaches, a única garota do grupo, é agredida pelo seu pai fanático religioso, após ser vista transando com o seu namorado.
O título "Ken Park" não se refere exatamente a uma locação, e sim a um personagem da história, cuja morte é usada como enredo ao final do filme. O enredo do filme é não-linear, e muitas vezes alterna entre diferentes personagens ao longo do tempo.

## Elenco
- Adam Chubbuck - Ken Park
- James Bullard - Shawn
- James Ransone - Tate
- Stephen Jasso - Claude
- Tiffany Limos - Peaches
- Eddie Daniels - Mãe de Shawn
- Seth Gray - Irmão de Shawn
- Maeve Quinlan - Rhonda
- Patricia Place - Avó de Tate
- Amanda Plummer - Mãe de Claude
- Wade Williams - Pai de Claude
- Julio Oscar Mechoso - Pai de Peaches
- Zara McDowell - Zoe
- Larry Clark - Vendedor de cachorro quente, no final do filme

## Distribuição

### Austrália
Na Austrália, o filme foi censurado por seu conteúdo sexual explícito. Em resposta à censura, a população interessada no filme organizou um protesto contra a polícia.

### Reino Unido
Após o diretor do filme, Larry Clark, agredir e ameaçar estrangular Hamish McAlpine, o chefe da Metro Tartan, a distribuidora do filme no Reino Unido, o filme acabou sendo não lançado em todo o Reino Unido. No fim, o diretor Larry Clark foi preso, e solto algumas horas depois, e Hamish McAlpine ficou com o nariz quebrado.